# Lepechinella echinata
Lepechinella echinata is een vlokreeftensoort uit de familie van de Atylidae. De wetenschappelijke naam van de soort is voor het eerst geldig gepubliceerd in 1914 door Chevreux.